# Список дипломатических миссий Шри-Ланки

Дипломатические миссии Шри-Ланки:
Шри-Ланка
Посольства или представительства

Список дипломатических миссий Шри-Ланки — перечень дипломатических миссий (посольств) и генеральных консульств Шри-Ланки в странах мира (не включает почётных консульств).

## Европа
- Австрия
  - Вена (посольство)
- Бельгия
  - Брюссель (посольство)
- Великобритания

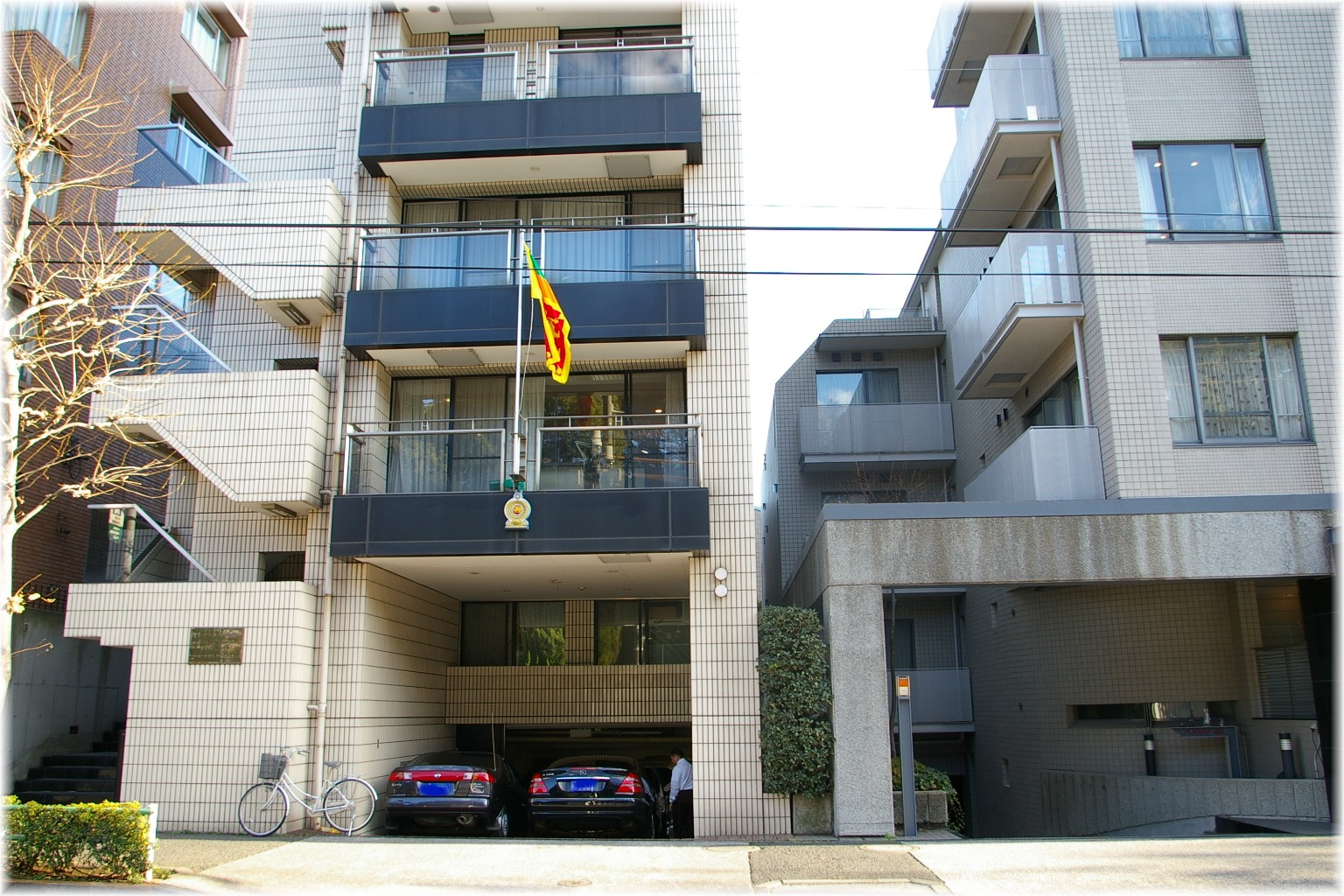
Посольство Шри-Ланки в Токио

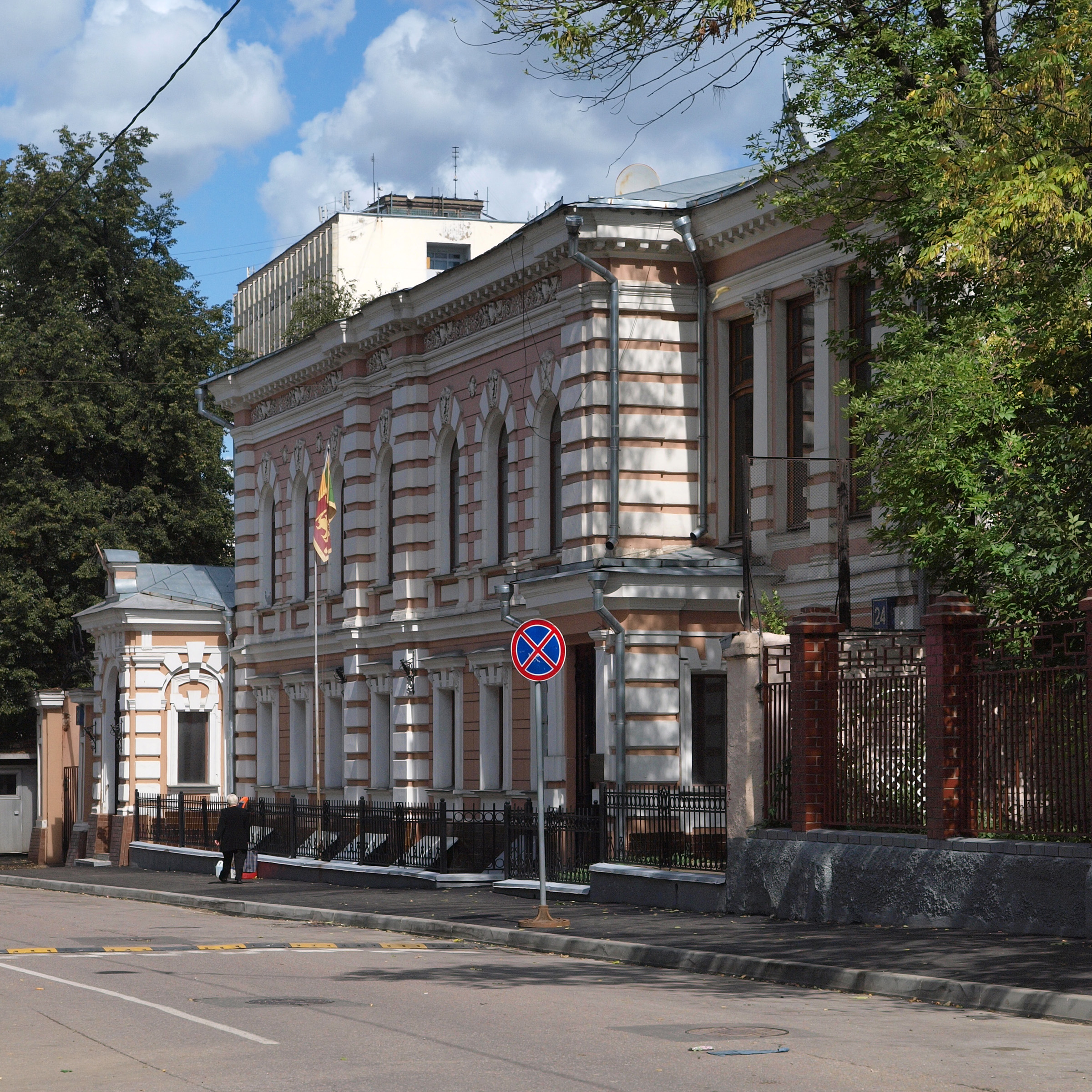
Посольство Шри-Ланки в Москве

  - Лондон (высшее уполномоченное представительство)
- Германия
  - Берлин (посольство)
  - Франкфурт-на-Майне (генеральное консульство)
- Италия
  - Рим (посольство)
- Нидерланды
  - Гаага (посольство)
- Норвегия
  - Осло (посольство)
- Польша
  - Варшава (посольство)
- Россия
  - Москва (посольство)
- Франция
  - Париж (посольство)
- Швеция
  - Стокгольм (посольство)

## Азия
- Бангладеш
  - Дакка (высшее уполномоченное представительство)
- Вьетнам
  - Ханой (посольство)
- Индия
  - Нью-Дели (высшее уполномоченное представительство)
  - Ченнай (генеральное консульство)
  - Мумбаи (генеральное консульство)
- Индонезия
  - Джакарта (посольство)
- Китай
  - Пекин (посольство)
  - Шанхай (консульство)
- Республика Корея
  - Сеул (посольство)
- Малайзия
  - Куала-Лумпур (высшее уполномоченное представительство)
- Мальдивы
  - Мале (высшее уполномоченное представительство)
- Мьянма
  - Янгон (посольство)
- Непал
  - Катманду (посольство)
- Пакистан
  - Исламабад (высшее уполномоченное представительство)
  - Карачи (генеральное консульство)
- Сингапур
  - Сингапур (высшее уполномоченное представительство)
- Таиланд
  - Бангкок (посольство)
- Филиппины
  - Манила (посольство)
- Япония
  - Токио (посольство)

## Средний Восток
- Израиль
  - Тель-Авив (посольство)
- Иордания
  - Амман (посольство)
- Иран
  - Тегеран (посольство)
- Катар
  - Доха (посольство)
- Кувейт
  - Кувейт (посольство)
- Ливан
  - Бейрут (посольство)
- ОАЭ
  - Абу-Даби (посольство)
  - Дубай (генеральное консульство)
- Оман
  - Маскат (посольство)
- Государство Палестина
  - Рамалла (представительство)
- Саудовская Аравия
  - Эр-Рияд (посольство)
  - Джидда (генеральное консульство)

## Америка
- Бразилия
  - Бразилиа (посольство)
- Канада
  - Оттава (высшее уполномоченное представительство)
  - Торонто (генеральное консульство)
- Куба
  - Гавана (посольство)
- США
  - Вашингтон (посольство)
  - Лос-Анджелес (генеральное консульство)

## Африка
- Египет
  - Каир (посольство)
- Кения
  - Найроби (высшее уполномоченное представительство)
- ЮАР
  - Претория (высшее уполномоченное представительство)

## Океания
- Австралия
  - Канберра (высшее уполномоченное представительство)
  - Сидней (генеральное консульство)

## Международные организации
- Вена (постоянное представительство при ООН и международных организациях)
- Женева (постоянное представительство при ООН и международных организациях)
- Нью-Йорк (постоянное представительство при ООН)